# Leichtathletik-Halleneuropameisterschaften 2000
Die 26. Leichtathletik-Halleneuropameisterschaften wurden vom 25. Februar bis 27. Februar 2000 in der Topsporthal Vlaanderen in Gent (Belgien) ausgetragen.

## Ergebnisse Männer

### 60 m
| Platz | Athlet               | Land | Zeit (s) |
| ----- | -------------------- | ---- | -------- |
| 1     | Jason Gardener       | GBR  | 6,49     |
| 2     | Georgios Theodoridis | GRE  | 6,51     |
| 3     | Angelos Pavlakakis   | GRE  | 6,54     |
| 4     | Stefano Tilli        | ITA  | 6,59     |
| 5     | Roland Németh        | HUN  | 6,61     |
| 6     | Kostjantyn Rurak     | UKR  | 6,62     |
| 7     | Tim Goebel           | GER  | 6,66     |
|       | Patrick Lövgren      | SWE  | DNS      |

Datum: 27. Februar

### 200 m
| Platz | Athlet                | Land | Zeit (s) |
| ----- | --------------------- | ---- | -------- |
| 1     | Christian Malcolm     | GBR  | 20,54    |
| 2     | Patrick Stevens       | BEL  | 20,70    |
| 3     | Julian Golding        | GBR  | 21,05    |
| 4     | Christophe Cheval     | FRA  | 21,37    |
| 5     | Konstantinos Kenteris | GRE  | 21,79    |
| 6     | Anninos Markoullidis  | CYP  | DNF      |

Datum: 26. Februar

### 400 m
| Platz | Athlet            | Land | Zeit (s) |
| ----- | ----------------- | ---- | -------- |
| 1     | Ilija Dschiwondow | BUL  | 46,63    |
| 2     | David Canal       | ESP  | 46,85    |
| 3     | Marc Raquil       | FRA  | 47,28    |
| 4     | Lars Figura       | GER  | 47,53    |
| 5     | Alain Rohr        | SUI  | 47,98    |
| 6     | Daniel Caines     | GBR  | 48,36    |

Datum: 27. Februar

### 800 m
| Platz | Athlet           | Land | Zeit (min) |
| ----- | ---------------- | ---- | ---------- |
| 1     | Juri Borsakowski | RUS  | 1:47,92    |
| 2     | Nils Schumann    | GER  | 1:48,41    |
| 3     | Balázs Korányi   | HUN  | 1:48,42    |
| 4     | Wilson Kirwa     | FIN  | 1:48,69    |
| 5     | Roberto Parra    | ESP  | 1:49,80    |
| 6     | Marco Chiavarini | ITA  | 1:51,27    |

Datum: 27. Februar

### 1500 m
| Platz | Athlet                 | Land | Zeit (min) |
| ----- | ---------------------- | ---- | ---------- |
| 1     | José Antonio Redolat   | ESP  | 3:40,51    |
| 2     | James Nolan            | IRL  | 3:41,59    |
| 3     | Mehdi Baala            | FRA  | 3:42,27    |
| 4     | Marko Koers            | NED  | 3:42,46    |
| 5     | Wjatscheslaw Schabunin | RUS  | 3:43,44    |
| 6     | Juan Carlos Higuero    | ESP  | 3:44,07    |
| 7     | Luís Feiteira          | POR  | 3:44,53    |
| 8     | Peter Philipp          | SUI  | 3:44,55    |

Datum: 26. Februar

### 3000 m
| Platz | Athlet             | Land | Zeit (min) |
| ----- | ------------------ | ---- | ---------- |
| 1     | Mark Carroll       | IRL  | 7:49,24    |
| 2     | Rui Silva          | POR  | 7:49,70    |
| 3     | John Mayock        | GBR  | 7:49,97    |
| 4     | Mohammed Mourhit   | BEL  | 7:49,99    |
| 5     | Andrés Manuel Díaz | ESP  | 7:53,97    |
| 6     | Yousef El Nasri    | ESP  | 7:55,37    |
| 7     | Gennaro Di Napoli  | ITA  | 7:55,51    |
| 8     | Jesús de la Fuente | ESP  | 7:56,13    |

Datum: 27. Februar

### 60 m Hürden
| Platz | Athlet              | Land | Zeit (s) |
| ----- | ------------------- | ---- | -------- |
| 1     | Staņislavs Olijars  | LAT  | 7,50     |
| 2     | Tony Jarrett        | GBR  | 7,53     |
| 3     | Tomasz Ścigaczewski | POL  | 7,56     |
| 4     | Elmar Lichtenegger  | AUT  | 7,56     |
| 5     | Falk Balzer         | GER  | 7,63     |
| 6     | Robert Kronberg     | SWE  | 7,64     |
| 7     | Jonathan N’Senga    | BEL  | 7,71     |
| 8     | Ralf Leberer        | GER  | 7,74     |

Datum: 26. Februar

### 4 × 400 m Staffel
| Platz | Land                   | Athleten                                                       | Zeit (min) |
| ----- | ---------------------- | -------------------------------------------------------------- | ---------- |
| 1     | Tschechien             | Jiří Mužík Jan Poděbradský Štěpán Tesařík Karel Bláha          | 3:06,10    |
| 2     | Deutschland            | Ingo Schultz Ruwen Faller Marco Krause Lars Figura             | 3:06,64    |
| 3     | Ungarn                 | Péter Nyilasi Attila Kilvinger Zétény Dombi Tibor Bédi         | 3:09,35    |
| 4     | Vereinigtes Königreich | Ed White Paul Slythe David Naismith Richard Knowles            | 3:09,79    |
|       | Frankreich             | Pierre-Marie Hilaire Philippe Bouche Bruno Wavelet Marc Raquil | DNF        |
|       | Russland               | Andrei Semjonow Dmitri Golowastow Oleg Kowalew Boris Gorban    | DQ         |

Datum: 27. Februar

### Hochsprung
| Platz | Athlet               | Land | Höhe (m) |
| ----- | -------------------- | ---- | -------- |
| 1     | Wjatscheslaw Woronin | RUS  | 2,34     |
| 2     | Martin Buß           | GER  | 2,34     |
| 3     | Dragutin Topić       | YUG  | 2,34     |
| 4     | Stefan Holm          | SWE  | 2,32     |
| 5     | Pjotr Braiko         | RUS  | 2,27     |
| 6     | Oskari Frösén        | FIN  | 2,24     |
| 7     | Christian Rhoden     | GER  | 2,20     |
| 7     | Elvir Krehmić        | BIH  | 2,20     |

Datum: 27. Februar

### Stabhochsprung
| Platz | Athlet              | Land | Höhe (m) |
| ----- | ------------------- | ---- | -------- |
| 1     | Alexander Awerbuch  | ISR  | 5,75     |
| 2     | Martin Eriksson     | SWE  | 5,70     |
| 3     | Rens Blom           | NED  | 5,60     |
| 4     | Richard Spiegelburg | GER  | 5,60     |
| 4     | Thibaut Duval       | BEL  | 5,60     |
| 6     | Björn Otto          | GER  | 5,50     |
| 7     | Wadim Strogaljew    | RUS  | 5,40     |
|       | Tim Lobinger        | GER  | NM       |

Datum: 26. Februar

### Weitsprung
| Platz | Athlet                 | Land | Weite (m) |
| ----- | ---------------------- | ---- | --------- |
| 1     | Petar Datschew         | BUL  | 8,26      |
| 2     | Bogdan Țăruș           | ROU  | 8,20      |
| 3     | Witali Schkurlatow     | RUS  | 8,10      |
| 4     | Oleksij Lukaschewytsch | UKR  | 8,02      |
| 5     | Gregor Cankar          | SLO  | 7,94      |
| 6     | Emmanuel Bangué        | FRA  | 7,82      |
| 7     | Bogdan Tudor           | ROU  | 7,80      |
| 8     | Danial Jahić           | YUG  | 7,72      |

Datum: 26. Februar

### Dreisprung
| Platz | Athlet             | Land | Weite (m) |
| ----- | ------------------ | ---- | --------- |
| 1     | Charles Friedek    | GER  | 17,28     |
| 2     | Rostislaw Dimitrow | BUL  | 17,22     |
| 3     | Paolo Camossi      | ITA  | 17,05     |
| 4     | Zsolt Czingler     | HUN  | 17,00     |
| 5     | Ketill Hanstveit   | NOR  | 16,72     |
| 6     | Fabrizio Donato    | ITA  | 16,57     |
| 7     | Ambrus Szabó       | HUN  | 16,38     |
| 8     | Julian Golley      | GBR  | 16,16     |

Datum: 27. Februar

### Kugelstoßen
| Platz | Athlet             | Land | Weite (m) |
| ----- | ------------------ | ---- | --------- |
| 1     | Timo Aaltonen      | FIN  | 20,62     |
| 2     | Manuel Martínez    | ESP  | 20,38     |
| 3     | Miroslav Menc      | CZE  | 20,23     |
| 4     | Gheorghe Gușet     | ROU  | 20,21     |
| 5     | Roman Wirastjuk    | UKR  | 20,07     |
| 6     | Tepa Reinikainen   | FIN  | 19,93     |
| 7     | Michael Mertens    | GER  | 19,89     |
|       | Oleksandr Bahatsch | UKR  | DQ        |

Datum: 27. Februar
Der ursprünglich Erstplatzierte Oleksandr Bahatsch (21,18 m) wurde nachträglich wegen Dopings disqualifiziert.

### Siebenkampf
| Platz | Athlet                | Land | Punkte |
| ----- | --------------------- | ---- | ------ |
| 1     | Tomáš Dvořák          | CZE  | 6424   |
| 2     | Roman Šebrle          | CZE  | 6271   |
| 3     | Erki Nool             | EST  | 6200   |
| 4     | Attila Zsivóczky      | HUN  | 6033   |
| 5     | Mário Aníbal          | POR  | 5930   |
| 6     | Prodromos Korkizoglou | GRE  | 5855   |
| 7     | Chiel Warners         | NED  | 5830   |
| 8     | Krzysztof Andrzejak   | POL  | 5726   |

Datum: 25. und 26. Februar

## Ergebnisse Frauen

### 60 m
| Platz | Athletin              | Land | Zeit (s) |
| ----- | --------------------- | ---- | -------- |
| 1     | Ekaterini Thanou      | GRE  | 7,05     |
| 2     | Petja Pendarewa       | BUL  | 7,11     |
| 3     | Iryna Pucha           | UKR  | 7,11     |
| 4     | Anschela Krawtschenko | UKR  | 7,14     |
| 5     | Alenka Bikar          | SLO  | 7,20     |
| 6     | Kim Gevaert           | BEL  | 7,22     |
| 7     | Sandra Citte          | FRA  | 7,24     |
| 8     | Marcia Richardson     | GBR  | 7,27     |

Datum: 27. Februar

### 200 m
| Platz | Athletin                | Land | Zeit (s) |
| ----- | ----------------------- | ---- | -------- |
| 1     | Muriel Hurtis           | FRA  | 23,06    |
| 2     | Alenka Bikar            | SLO  | 23,16    |
| 3     | Jekaterina Leschtschowa | RUS  | 23,20    |
| 4     | Birgit Rockmeier        | GER  | 23,29    |
| 5     | Irina Chabarowa         | RUS  | 23,64    |
| 6     | Fabé Dia                | FRA  | 24,38    |

Datum: 26. Februar

### 400 m
| Platz | Athletin           | Land | Zeit (s) |
| ----- | ------------------ | ---- | -------- |
| 1     | Swetlana Pospelowa | RUS  | 51,66    |
| 2     | Natalja Nasarowa   | RUS  | 51,69    |
| 3     | Helena Fuchsová    | CZE  | 52,32    |
| 4     | Karen Shinkins     | IRL  | 53,15    |
|       | Claudia Marx       | GER  | DNF      |
|       | Daniela Georgiewa  | BUL  | DQ       |

Datum: 27. Februar
Daniela Georgiewa wurde disqualifiziert, weil sie Claudia Marx zu Fall gebracht hatte.

### 800 m
| Platz | Athletin         | Land | Zeit (min) |
| ----- | ---------------- | ---- | ---------- |
| 1     | Stephanie Graf   | AUT  | 1:59,70    |
| 2     | Natalja Zyganowa | RUS  | 2:00,17    |
| 3     | Sandra Stals     | BEL  | 2:01,34    |
| 4     | Jolanda Čeplak   | SLO  | 2:02,10    |
| 5     | Yvonne Teichmann | GER  | 2:02,26    |
| 6     | Stella Jongmans  | NED  | 2:03,11    |

Datum: 27. Februar

### 1500 m
| Platz | Athletin                | Land | Zeit (min) |
| ----- | ----------------------- | ---- | ---------- |
| 1     | Violeta Szekely         | ROU  | 4:12,82    |
| 2     | Olga Kusnezowa          | RUS  | 4:13,45    |
| 3     | Julija Kossenkowa       | RUS  | 4:13,60    |
| 4     | Sinead Delahunty        | IRL  | 4:15,87    |
| 5     | Patricia Djaté-Taillard | FRA  | 4:17,69    |
| 6     | Dorina Briand-Calenic   | FRA  | 4:18,70    |
| 7     | Ayşen Barak             | TUR  | 4:19,21    |

Datum: 26. Februar

### 3000 m
| Platz | Athletin          | Land | Zeit (min) |
| ----- | ----------------- | ---- | ---------- |
| 1     | Gabriela Szabo    | ROU  | 8:42,06    |
| 2     | Lidia Chojecka    | POL  | 8:42,42    |
| 3     | Marta Domínguez   | ESP  | 8:44,08    |
| 4     | Jeļena Prokopčuka | LAT  | 8:44,66    |
| 5     | Daniela Jordanowa | BUL  | 8:47,45    |
| 6     | Olga Jegorowa     | RUS  | 8:49,18    |
| 7     | Hayley Tullett    | GBR  | 8:55,31    |
| 8     | Fatima Yvelain    | FRA  | 8:56,55    |

Datum: 27. Februar

### 60 m Hürden
| Platz | Athletin         | Land | Zeit (s) |
| ----- | ---------------- | ---- | -------- |
| 1     | Linda Ferga      | FRA  | 7,88     |
| 2     | Patricia Girard  | FRA  | 7,98     |
| 3     | Olena Krassowska | UKR  | 8,03     |
| 4     | Julija Graudyn   | RUS  | 8,03     |
| 5     | Diane Allahgreen | GBR  | 8,04     |
| 6     | Susanna Kallur   | SWE  | 8,19     |
| 7     | Elke Wölfling    | AUT  | 8,19     |
| 8     | Juliane Sprenger | GER  | 8,32     |

Datum: 26. Februar

### 4 × 400 m Staffel
| Platz | Land     | Athletinnen                                                        | Zeit (min) |
| ----- | -------- | ------------------------------------------------------------------ | ---------- |
| 1     | Russland | Olesja Sykina Irina Rossichina Julija Sotnikowa Swetlana Pospelowa | 3:32,53    |
| 2     | Italien  | Francesca Carbone Carla Barbarino Patrizia Spuri Virna De Angeli   | 3:35,01    |
| 3     | Rumänien | Georgeta Petrea-Lazăr Anca Safta Otilia Ruicu Alina Rîpanu         | 3:36,28    |

Datum: 27. Februar

### Hochsprung
| Platz | Athletin            | Land | Höhe (m) |
| ----- | ------------------- | ---- | -------- |
| 1     | Kajsa Bergqvist     | SWE  | 2,00     |
| 2     | Zuzana Hlavoňová    | CZE  | 1,98     |
| 3     | Olga Kaliturina     | RUS  | 1,96     |
| 4     | Wenelina Wenewa     | BUL  | 1,92     |
| 5     | Wita Palamar        | UKR  | 1,92     |
| 6     | Wiktorija Sliwka    | RUS  | 1,92     |
| 7     | Wiktorija Serjogina | RUS  | 1,92     |
| 8     | Heike Henkel        | GER  | 1,85     |

Datum: 26. Februar

### Stabhochsprung
| Platz | Athletin           | Land | Höhe (m) |
| ----- | ------------------ | ---- | -------- |
| 1     | Pavla Hamáčková    | CZE  | 4,40     |
| 2     | Christine Adams    | GER  | 4,35     |
| 2     | Jelena Beljakowa   | RUS  | 4,35     |
| 4     | Vala Flosadóttir   | ISL  | 4,30     |
| 5     | Janine Whitlock    | GBR  | 4,30     |
| 6     | Sabine Schulte     | GER  | 4,20     |
| 7     | Jelena Issinbajewa | RUS  | 4,05     |
|       | Daniela Bártová    | CZE  | NM       |

Datum: 27. Februar

### Weitsprung
| Platz | Athletin              | Land | Weite (m) |
| ----- | --------------------- | ---- | --------- |
| 1     | Erica Johansson       | SWE  | 6,89      |
| 2     | Heike Drechsler       | GER  | 6,86      |
| 3     | Iwa Prandschewa       | BUL  | 6,80      |
| 4     | Olga Rubljowa         | RUS  | 6,67      |
| 5     | Tünde Vaszi           | HUN  | 6,58      |
| 6     | Tatjana Ter-Mesrobjan | RUS  | 6,57      |
| 7     | Olena Schechowzowa    | UKR  | 6,56      |
| 8     | Niki Xanthou          | GRE  | 6,51      |

Datum: 27. Februar

### Dreisprung
| Platz | Athletin          | Land | Weite (m) |
| ----- | ----------------- | ---- | --------- |
| 1     | Tatjana Lebedewa  | RUS  | 14,68     |
| 2     | Cristina Nicolau  | ROU  | 14,63     |
| 3     | Iwa Prandschewa   | BUL  | 14,63     |
| 4     | Olena Howorowa    | UKR  | 14,55     |
| 5     | Oxana Rogowa      | RUS  | 14,28     |
| 6     | Rodica Mateescu   | ROU  | 14,16     |
| 7     | Camilla Johansson | SWE  | 14,12     |
| 8     | Adelina Gavrilă   | ROU  | 13,90     |

Datum: 26. Februar

### Kugelstoßen
| Platz | Athletin            | Land | Weite (m) |
| ----- | ------------------- | ---- | --------- |
| 1     | Larissa Peleschenko | RUS  | 20,15     |
| 2     | Nadine Kleinert     | GER  | 19,23     |
| 3     | Astrid Kumbernuss   | GER  | 19,12     |
| 4     | Swetlana Kriweljowa | RUS  | 18,96     |
| 5     | Krystyna Danilczyk  | POL  | 18,88     |
| 6     | Nadseja Astaptschuk | BLR  | 18,65     |
| 7     | Lieja Koeman        | NED  | 18,46     |
| 8     | Ljudmila Setschko   | RUS  | 17,73     |

Datum: 26. Februar

### Fünfkampf
| Platz | Athletin             | Land | Punkte |
| ----- | -------------------- | ---- | ------ |
| 1     | Karin Ertl           | GER  | 4671   |
| 2     | Irina Wostrikowa     | RUS  | 4615   |
| 3     | Urszula Włodarczyk   | POL  | 4590   |
| 4     | Tiia Hautala         | FIN  | 4580   |
| 5     | Jelena Prochorowa    | RUS  | 4555   |
| 6     | Sonja Kesselschläger | GER  | 4468   |
| 7     | Izabela Obłękowska   | POL  | 4346   |
| 8     | Liliana Năstase      | ROU  | 4321   |

Datum: 25. Februar

## Medaillenspiegel
| Platz | Land                   | Gold | Silber | Bronze | Gesamt |
| 1.    | Russland               | 5    | 4      | 4      | 13     |
| 2.    | Tschechien             | 3    | 2      | 1      | 6      |
| 3.    | Deutschland            | 2    | 5      | 1      | 8      |
| 4.    | Bulgarien              | 2    | 2      | 2      | 6      |
| 5.    | Rumänien               | 2    | 2      | 1      | 5      |
| 6.    | Frankreich             | 2    | 1      | 2      | 5      |
| 7.    | Vereinigtes Königreich | 2    | 1      | 2      | 5      |
| 8.    | Schweden               | 2    | 1      | 0      | 3      |
| 9.    | Spanien                | 1    | 2      | 1      | 4      |
| 10.   | Griechenland           | 1    | 1      | 1      | 3      |
| 11.   | Irland                 | 1    | 1      | 0      | 2      |
| 12.   | Lettland               | 1    | 0      | 0      | 1      |
| 13.   | Israel                 | 1    | 0      | 0      | 1      |
| 14.   | Österreich             | 1    | 0      | 0      | 1      |
| 15.   | Finnland               | 1    | 0      | 0      | 1      |
| 16.   | Polen                  | 0    | 1      | 2      | 3      |
| 17.   | Italien                | 0    | 1      | 1      | 2      |
| 18.   | Belgien                | 0    | 1      | 1      | 2      |
| 19.   | Portugal               | 0    | 1      | 0      | 1      |
| 20.   | Slowenien              | 0    | 1      | 0      | 1      |
| 21.   | Ungarn                 | 0    | 0      | 2      | 2      |
| 22.   | Ukraine                | 0    | 0      | 2      | 2      |
| 23.   | Estland                | 0    | 0      | 1      | 1      |
| 24.   | Niederlande            | 0    | 0      | 1      | 1      |
| 25.   | BR Jugoslawien         | 0    | 0      | 1      | 1      |